# Massey-Ferguson 65

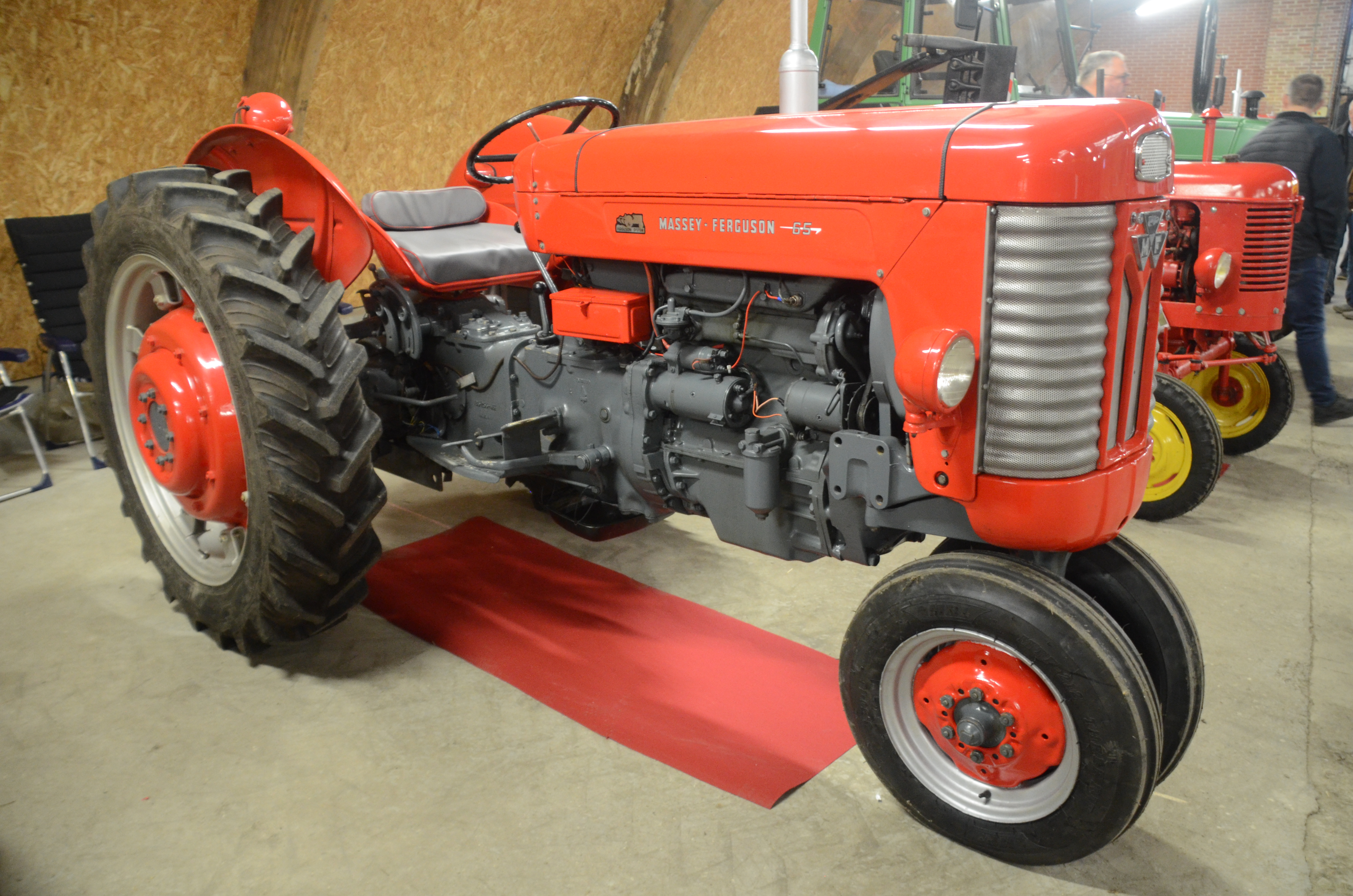
Massey Ferguson 65

Massey-Ferguson 65 är traktormodell som tillverkades 1958-1965 av Massey-Ferguson. Traktorn tillverkades utan hytt, och försågs av generalagenterna med detta på de marknader som önskade eller krävde detta. Traktorn var primärt avsedd för jordbruk.  Den tillverkades ursprungligen i Storbritannien.

## Tekniska data
- Tillverkningsår: 1958-1965
- Motor: Perkins 4-A-2-192, senare Perkins 4 A 203 D, 4-cylindrig 4-takts dieselmotor för motorbrännolja
- Motoreffekt: 50-53 hk vid 2 000 r/min
- Transmission/hastighet: 6 fram, maxfart 18-30 km/h. 2 back, maxfart 9-14 km/h. I vissa utföranden med snabbväxel, då fördubblas antalet växlar.
- Bränsletank: 50-65 l.
- Kylsystem: 11,4-12,2 l.
- Vikt: 2 180-2 230 kg